# Acanthocanthopsis
Acanthocanthopsis is een geslacht van eenoogkreeftjes uit de familie van de Chondracanthidae. De wetenschappelijke naam is voor het eerst geldig gepubliceerd in 1945 door Heegaard.

## Soorten
- Acanthocanthopsis chilomycteri (Thomson, 1889)
- Acanthocanthopsis quadrata Heegard, 1945